# 太泉映画
太泉映画株式会社（おおいずみえいが、1947年10月15日 設立 - 1951年3月31日 合併）は、かつて存在した東京の映画会社である。第二次世界大戦中閉鎖されていた、旧新興キネマ東京（大泉）撮影所を戦後に買収、貸しスタジオ株式会社太泉スタジオとしてスタート、のちに自社での映画製作を開始し、社名も変更した。東映の前身の1社となったことで知られる。「大泉映画」は表記上の誤りである。

## 略歴・概要
1947年（昭和22年）10月15日、東宝、日活、東横映画、東京急行電鉄（東急）、吉本興業などの各社が発起人となり、「株式会社太泉スタジオ」として設立された。社長は吉本興業の林弘高、資本金は1,400万円とし、戦前の1934年（昭和9年）に新興キネマが東京府板橋区東大泉町（現在の東京都練馬区東大泉）に建設して稼動、1942年（昭和17年）1月の戦時統合により設立された大映が長らく閉鎖していた「東京（大泉）撮影所」を買収して、レンタルスタジオとして稼動した。
1948年（昭和23年）2月、同スタジオをレンタルして製作された第1作、吉本興業製作、東宝配給作品『タヌキ紳士登場』が完成した。監督は東宝の小田基義、主演は吉本の人気漫才師横山エンタツ・花菱アチャコで、同作は同年3月2日に公開された。同年4月、資本金を5,000万円に増資、同社の定款に映画の製作・配給を加えた。その第1作は、同年小崎政房や小沢不二夫といった新宿ムーランルージュのメンバーとマキノ正博・轟夕起子夫妻をフィーチャーした『肉体の門』であった。1949年（昭和24年）10月1日、映画配給会社「東京映画配給」を設立、今井正監督、水戸光子・岡田英次主演による『女の顔』を同社の東京映画配給への第1回作品とし、同作は同年11月28日に公開された。
1950年（昭和25年）3月、商号を「太泉映画株式会社」と変更、同スタジオは「太泉映画スタジオ」となった。同年8月には自社による製作を中止し、レンタルスタジオとして経営建て直しを進める。最終作品は9月作品の沢村勉監督、原節子・伊豆肇主演の『アルプス物語 野性』であった。1951年（昭和26年）3月31日、合併により消滅、翌日の4月1日、東横映画、太泉映画、東京映画配給の3社が合併して「東映」が発足した。東横映画撮影所は「東映京都撮影所」に、太泉映画スタジオは「東映東京撮影所」になり、東京映画配給の配給・興行の機構は、本社および支社、直営館として東映を構成した。

## フィルモグラフィ
19本の製作作品のうち、2本のみが東京国立近代美術館フィルムセンターに所蔵が確認されている。
1948年
- 『タヌキ紳士登場』 : 監督・演出小田基義、原作飯沢匡、脚本八住利雄、撮影前田実、主演横山エンタツ・花菱アチャコ、柳家金語楼、若原春江、清川虹子 - 吉本興業製作、東宝配給（レンタル第1作）
- 『肉体の門』 : 製作・監督小崎政房、共同監督・演出マキノ正博、原作田村泰次郎、脚本小沢不二夫、撮影山崎一雄、音楽大久保徳二郎、主演轟夕起子、月丘千秋、逢初夢子、小夜福子、田崎潤 - 吉本プロダクション製作提携、東宝配給（自社製作第1作）、東京国立近代美術館フィルムセンター所蔵[2]

1949年
- 『風の子』 : 監督山本嘉次郎 - 映画芸術協会製作提携、東宝配給
- 『女の顔』 : 監督今井正 - 東京映画配給配給（以下同）
- 『おどろき一家』 : 監督斎藤寅次郎
- 『歌うまぼろし御殿』 : 監督小田基義

1950年
- 『なやまし五人男』 : 監督小杉勇
- 『東京無宿』 : 監督千葉泰樹
- 『脱獄』 : 監督山本嘉次郎 - 映画芸術協会製作提携
- 『女性対男性』 : 監督・演出佐分利信、原作石川達三、脚本館岡謙之助、撮影永塚一榮、主演佐分利信、木暮実千代、山村聰 - 芸研プロダクション製作提携
- 『オオ!!細君三日天下』 : 監督大谷俊夫
- 『東京ルムバ』 : 監督鈴木重吉
- 『青空天使』 : 監督斎藤寅次郎 - 東京国立近代美術館フィルムセンター所蔵[3]
- 『狼人街』 : 監督佐伯幸三
- 『哀愁の港 やくざブルース』 : 監督鈴木重吉
- 『突貫裸天国』 : 監督大谷俊夫
- 『執行猶予』 : 監督・演出佐分利信、原作小山いと子、脚本猪股勝人、撮影藤井静、主演佐分利信、木暮実千代、徳大寺伸、井川邦子、河津清三郎 - 芸研プロダクション製作提携
- 『戦火を越えて』 : 監督関川秀雄 - 第一協団製作提携
- 『アルプス物語 野性』 : 監督沢村勉、脚本新藤兼人、撮影会田吉男、主演原節子、伊豆肇、三宅邦子 - 芸研プロダクション製作提携（自社製作最終作）

## 主な俳優
- 三橋達也
- 潮健児
- 明智十三郎

## 関連事項
- 東横映画、東京映画配給
- 東映 - 東映京都撮影所、東映東京撮影所
- 吉本興業
- 東京吉本
- 林弘高（創業者）